# Ay (Ärmelkanal)
Der Ay ist ein Fluss in Frankreich, der im Département Manche in der Region Normandie verläuft. Er entspringt unter dem Namen Champaux an der Gemeindegrenze von La Vendelée und Gratot, entwässert generell Richtung Nord bis Nordwest, erreicht den Regionalen Naturpark Marais du Cotentin et du Bessin und mündet nach rund 33 Kilometern bei Saint-Germain-sur-Ay in der gleichnamigen Bucht Havre de Saint-German-sur-Ay in den Ärmelkanal.

## Orte am Fluss
- Monthuchon
- Muneville-le-Bingard
- La Feuillie
- Lessay
- Saint-Germain-sur-Ay